# Garra flavatra
Garra flavatra, conhecido popularmente como Garra Panda ou Rainbow Garra, é uma espécie de peixe ciprinídeo do gênero Garra.
Nativo dos riachos das montanhas Rakhine Yoma em Arracão, no oeste de Myanmar (8° 35'39 ″ N, 94° 22'45 ″ E, Estado de Arracão, Myanmar), é um peixe onívoro e pacífico, muito procurado por aquaristas. Mede entre 5,1 cm e 10,2 cm e sua expectativa de vida é entre 5 e 8 anos.
Desde a sua introdução ao aquarismo em 2005, o Garra Panda desenvolveu um grande número de seguidores. Os primeiros espécimes foram coletados no início de 1998 pelos Drs Sven O. Kullander e Ralf Britz, mas a descrição formal não foi publicada até 2004.

## Descrição
O Garra Panda está entre os Garra mais atraentes. É difícil confundi-lo com outras espécies. Os Garras Panda têm corpos marrons dourados alongados com faixas mais escuras nos flancos. Geralmente são encontrados nas superfícies inferiores de seu ambiente (peixe de fundo). As barbatanas dorsal e cauda podem ter um tom avermelhado em certos indivíduos.
O padrão de cores varia consideravelmente entre indivíduos, com alguns exibindo pigmentação amarela e vermelha particularmente intensa, mas não está claro se essas diferenças representam variação natural dentro ou entre populações.
Além desse padrão de cores exclusivo, ele pode ser diferenciado dos congêneres pela seguinte combinação de caracteres: sulco rostral raso e margem anterior do focinho elevada em adultos; lobo rostral presente; probóscide ausente; tubérculos cônicos no lobo rostral e ao longo da margem anterior do focinho; região pré-dorsal em escala, tórax e abdômen; dois pares de barbilhos; a linha lateral escala 27-29 (geralmente 28); linhas de escala circunfuncular 16.
Das espécies descritas ao lado de G. flavatra, Garra poecilura é mais semelhante, exibindo analogias na forma do corpo e no padrão da nadadeira caudal. Garra rakhinica também é comparável em termos de forma, mas mais simples e carece de marcações caudais.

### Dimorfismo sexual
Garra flavatra não possui diferenças sexuais externas e não pode ser sexualmente confiável. Até que os peixes estejam em condições de procriação. Os machos sexualmente maduros desenvolvem uma série de tubérculos visíveis na cabeça, ao longo da linha lateral e ao redor do pedúnculo caudal, e tendem a ser mais magros do que as fêmeas.

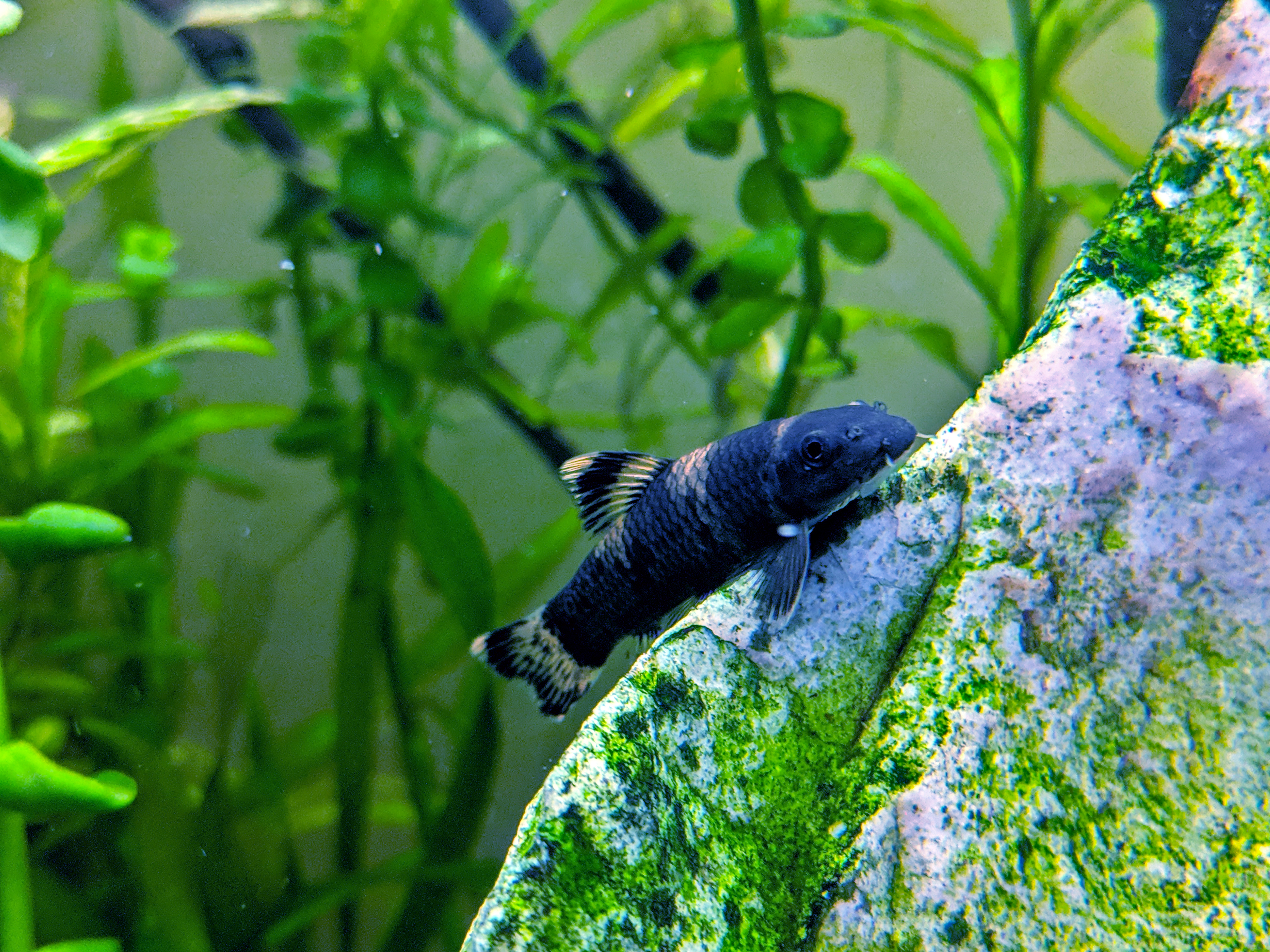
Exemplar do Garra flavatra.

## Ecologia
Durante o trabalho de campo de Kullander e Fang, todas as três localidades onde se pôde encontrar G. flavatra continham concentrações de água relativamente pequena e em movimento lento, com peixes frequentemente confinados a piscinas quase estagnadas. Isso está em desacordo com a percepção típica de Garra como habitantes de habitats de fluxo rápido / turbulentos.
Isso não quer dizer que prefira água lenta no aquário - o oposto é verdadeiro. Todos os Garra possuem um lábio inferior modificado que forma um apêndice adesivo em forma de disco, permitindo que eles mantenham a posição na água de fluxo rápido enquanto ainda se alimentam.

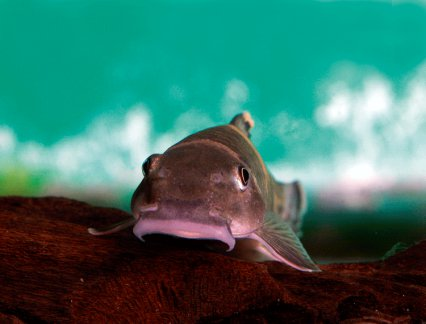
Detalhe do lábio do Garra flavatra.

G. flavatra pode ser encontrado naturalmente no rio Thandwe e seus afluentes, que correm perto da vila de Leldee, em Myanmar. No momento da coleta, o córrego Kyar tinha cerca de 3 metros de largura e o substrato era composto por uma mistura de cascalho, seixos e rochas sobre as quais corria água clara e transparente. A água se movia muito lentamente, resultando na formação de um número de pequenas piscinas dentro das quais os peixes foram encontrados.
As espécies simpátricas incluem Rasbora daniconius, R. rasbora, Aplocheilus panchax, Lepidocephalichthys berdmorei, Batasio elongatus, Olyra burmanica, Pterocryptis cf. berdmorei e Sicyopterus fasciatus, juntamente com membros não especificados de Brachydanio, Devario, Rasbora, Pangio, Channa, Mastacembelus e Anguilla. Garra vittatula, descrito no mesmo artigo, também foi encontrado na localidade, embora apenas duas amostras tenham sido coletadas em comparação com 29 amostras de G. flavatra.
Outros rios também são citados no artigo: Kamyit Chaung e Baw Di Chaung. Este último flui entre colinas arborizadas e novamente o nível da água era muito baixo, formando uma série de pequenos canais e piscinas com uma profundidade máxima de cerca de 1,5 m. A água é totalmente limpa e em algumas seções fluía com corrente moderada, em outras muito lentamente. O substrato era predominantemente rochas e pedras intercaladas com areia.
Embora possa ser surpreendente saber que essa espécie não foi encontrada em água corrente oxigenada, é importante observar que os córregos onde ela habita são de natureza sazonal; Rakhine está localizado dentro de uma região tropical de monções e tem uma estação chuvosa pronunciada entre maio e outubro, enquanto em outros momentos pode ser bastante seco. Assim, os riachos aumentam em profundidade um metro ou mais e fluem muito mais rapidamente durante a estação chuvosa.
Os rios onde o Garra Panda foi encontrado mantêm o Ph entre 6,9 e 7,1 e a temperatura, nos meses quentes, podem variar entre 22 e 27º C. A dureza da água fica entre mole e média (36 - 215 ppm).
A coleta de peixes para fins científicos e comerciais é normalmente realizada durante os meses mais secos nas áreas afetadas pelas monções devido a dificuldades encontradas durante períodos de altos níveis de água e / ou mau tempo. Apesar de tais variações anuais de habitat, este ainda deve ser considerado um peixe que gosta de correnteza.
As populações selvagens deste peixe são classificadas como vulneráveis. Agricultura, barragens que afetam seu habitat e coleta para o comércio de aquários são causas conjuntas.

### Reprodução

#### Natural
Em seu habitat natural, a época de reprodução é de maio a julho, quando os peixes são coletados. Eles podem ser criados se comprados nessa condição. Os ovos são postos de manhã e, dependendo da temperatura, eles eclodem de 24 a 30 horas depois. Se férteis parecem totalmente transparentes com um diâmetro aproximado de 1,5 a 1,8 mm.

#### Em cativeiro
Quando os peixes entram em condição de desova, os pares devem ser selecionados e movidos para tanques menores de 80 litros, também contendo água corrente. Ao eclodir os ovos, os alevinos se alimentam dos restos de seus ovos por cerca de 72 horas (podendo ser mais). Depois disso, podem ser alimentados com gema de ovo cozida, misturada com água ou com um alimento líquido comercialmente disponível. Em cerca de uma semana, são grandes o suficiente para aceitar Artemia nauplii e, quando atingem um tamanho de 15 mm ou mais, a mesma dieta que os adultos.

## No aquário
O Garra flavatra deve ser mantido num aquário de, no mínimo, 80 litros, com água bastante oxigenada, boa filtragem, e, de preferência, com água corrente. O substrato deve priorizar a forma rochosa, mas pode-se ter partes de areia. O Ph deve se manter entre 6,5 e 7,5 (limites máximos) e temperatura entre 22 a 27º C. A dureza da água deve ficar entre mole e média. A iluminação deve ser intensa para promover o crescimento de algas e microrganismos associados.
Adicione uma tampa de tanque bem ajustada, pois essa espécie é famosa por escapar, principalmente quando introduzida pela primeira vez. Também pode encaixar seu corpo através de lacunas surpreendentemente pequenas.
Trata-se de um peixe geralmente pacífico e se comporta bem em aquários comunitários. Não é particularmente tolerante a co-específicos, mas normalmente existe em agregações soltas na natureza. Se mantida isoladamente, tende a se comportar de forma mais agressiva com peixes de formas semelhantes; portanto, recomenda-se a compra de 3-4 ou mais, se o espaço permitir. Haverá alguns episódios de agressão leve até que o grupo desenvolva uma hierarquia perceptível entre si, mas é mais provável que os companheiros de tanque sejam deixados em paz. Nessas disputas hierárquicas, às vezes ocorre carregamento, queima de barbatanas e uma palidez geral da coloração do corpo.
Companheiros de aquário recomendados: a maioria dos membros dos gêneros Danio, Devario, Opsarius e Barilius, bem como alguns Puntius e Rasbora; Glyptothorax e Batasio spp.

### Dieta
Apesar de pastar algas das rochas e do substrato, se disponível, esta espécie não é um herbívoro exclusivo. Ofereça alimentos ricos em carne, como larvas de quironomídeos vivas ou congeladas (bloodworm), Tubifex, Artemia, camarão picado etc., juntamente com produtos secos e de boa qualidade, pelo menos alguns dos quais devem conter uma proporção significativa de matéria vegetal, como Spirulina ou semelhante.
Frutas e legumes frescos, como pepino, melão, espinafre ou abobrinha, podem ser oferecidos ocasionalmente e receitas caseiras à base de gelatina contendo uma mistura de alimentos secos de peixe, purê de marisco, frutas e legumes frescos. Pode ser alimentado até três vezes ao dia.